# Hoverla
Hoverla (in ucraino Гове́рла?) (2 061 m s.l.m.) è la più alta cima della Čornohora, dei Carpazi ucraini e di tutta l'Ucraina.
Si trova nel Distretto di Verchovyna, a cavallo fra le Oblast' di Ivano-Frankivs'k e Oblast' della Transcarpazia, sulla catena montuosa di Čornohora. Ha una forma conica.
Ai piedi della montagna nasce il fiume Prut.
È meta di turismo estivo ed invernale.